# Ткацькі переплетення
Ткацькі перепле́тення — різні способи взаємних переплетень ниток основи і утоку, які використовують у ткацькому виробництві при виготовленні тканин на ткацьких верстатах.
Вид переплетення — одна з найважливіших характеристик будови тканини, що визначає її зовнішній вигляд, фізичні, механічні, технологічні та інші властивості.

## Термінологія
Перекриття (nF) — місце, в якому перетинаються нитки основи й утоку.
- основне перекриття nFO — місце на лицьовій стороні тканини, в якому нитка основи розташовується над ниткою утоку.
- утокове перекриття (nFУ) — місце на лицьовій стороні тканини, в якому нитка утоку розташовується над ниткою основи.

Ткацькі переплетення графічно заведено позначати схемою, що складається з клітин двох кольорів, розташованих один поруч одного в певному порядку. Основні нитки розташовуються у вертикальних рядах клітин, утокові — в горизонтальних. Темні клітини означають основні перекриття, світлі — утокові.
Лік ниток основи йде зліва направо, ниток утоку — знизу догори.
Рапорт переплетення (R) — число перекриттів у напрямку ниток основи і утоку, після яких чергування перекриттів повторюється.
- рапорт переплетення по основі (RО) — число ниток основи, після яких чергування перекриттів в напрямку утоку повторюється.
- рапорт переплетення по утоку (RУ) — число ниток утоку, після яких чергування перекриттів в напрямку основи повторюється.

Зсув (S) — число, що означає на скільки ниток видалено одиночне перекриття від аналогічного попереднього перекриття.
- вертикальний зсув (SО) — кількість ниток утоку між двома одиночними основними перекриттями.
- горизонтальний зсув (SУ) — кількість ниток основи між двома одиночними утоковими перекриттями.

## Головні переплетення
До головних переплетень належать:
- полотняне;
- саржеве;
- атласне;
- сатинове.

### Полотняне переплетення
Найпростіший вид переплетення, в якому нитки основи й утоку перекривають один одного в кожних двох послідовних перекриттях (з найменшим можливим рапортом). Таким чином, рапорт основи дорівнює рапорту утоку:
RО = RУ = 2 (нитки).
SО = sу = 1.
nFO = nFУ = 1.
|  |  |

Полотняне переплетення, в якому нитки основи значно тонше нитки утоку, називається «фальшивим репсом», оскільки при цьому утворюється поперечний рубчик за типом переплетення «утоковий репс». Таку властивість мають тканини поплін і бавовняна тафта.
Асортимент тканин
- Бавовняні: бязь, ситець, батист, міткаль, фланель, маркізет, поплін, тафта, зефір.
- Лляні: бортівка, парусина, полотно.
- Шовкові: різні крепи (крепдешин, креп-шифон, креп-жоржет, креп-марокен)
- вовняні: сукно, деякі костюмні і сукняні тканини.
- Інші: домоткане полотно.

### Саржеве переплетення
Саржеве переплетення утворює на поверхні тканини видимий діагональний рубчик («горбки»), які здебільшого спрямовані зверху вниз і зліва направо, але зустрічається і зворотний напрямок рубчика (зверху вниз і справа наліво), утворений «зворотним саржевим переплетенням».
Умовно позначається дробом, в чисельнику якого число основних перекриттів, а в знаменнику — число утокових перекриттів в рапорті переплетення (nFO/nFУ).
RО = RУ = R = nFO + nFУ.
SО = sУ = ±1.
RО >= 3.
Якщо nFO = 1, то nFУ = R1 — утворюється утокова саржа, наприклад 1/2, 1/3, 1/4.
Якщо nFУ = 1, то nFO = R1 — утворюється основна саржа (2/1, 3/1, 4/1).

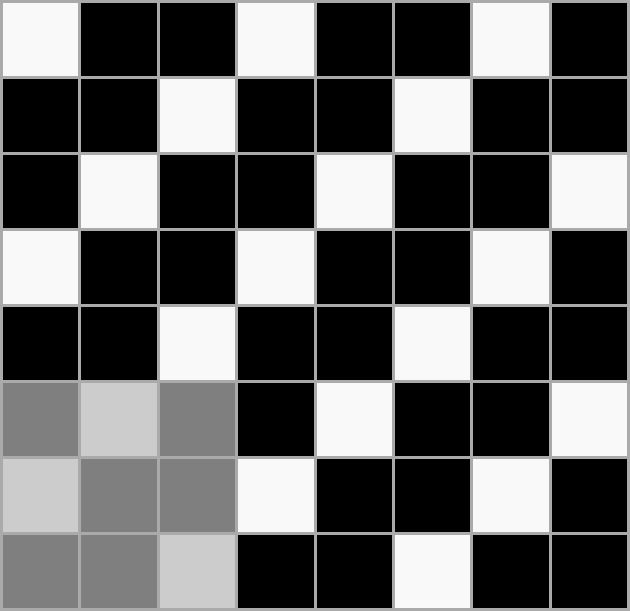
Основна саржа 2/1
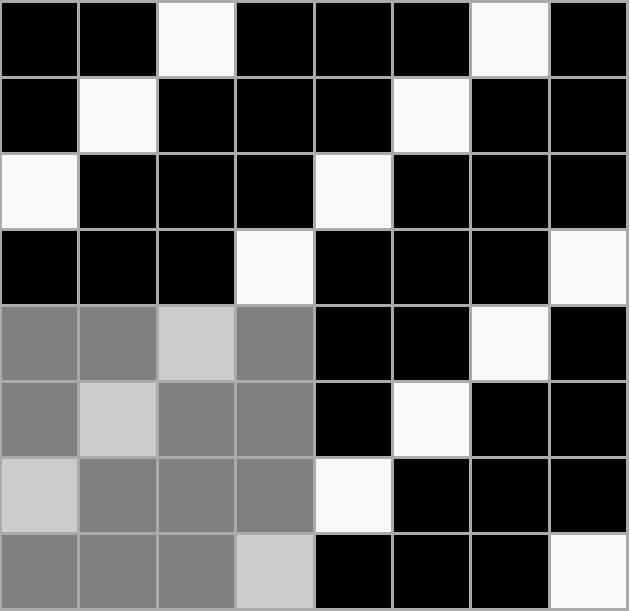
Основна саржа 3/1
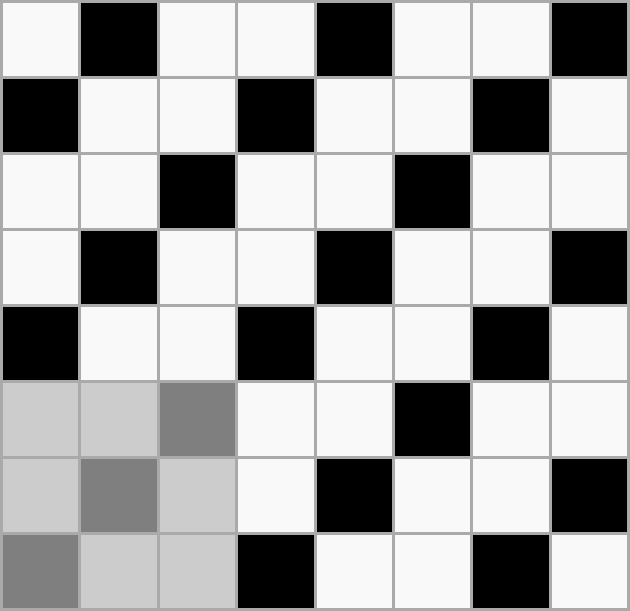
Утокова саржа 1/2
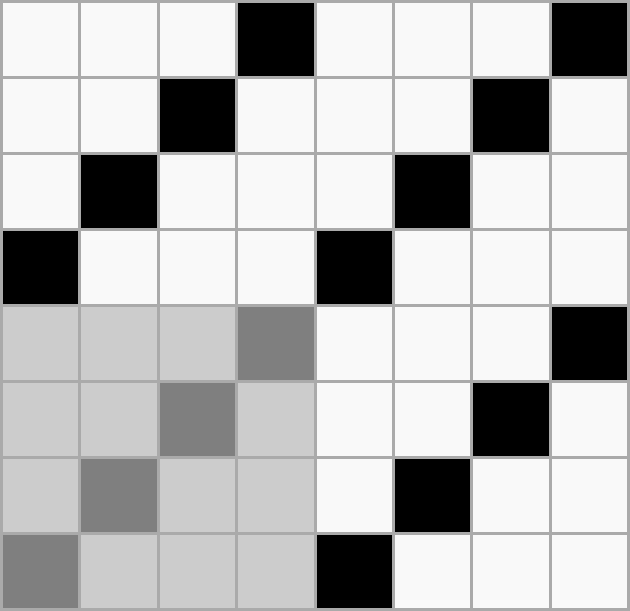
Утокова саржа 1/3

Асортимент тканин
Саржа, півшовкові підкладкові тканини, піввовняні тканини на бавовняній основі. Основним саржевим переплетенням виробляють півшовкові тканини з шовковою основою і бавовняним утоком, утоковим саржевим переплетенням — піввовняні тканини з бавовняною основою і вовняним утоком.

### Сатинове й атласне переплетення
Умовно позначається дробом, в чисельнику якого рапорт, а в знаменнику зсув — R/S. Рапорт і зсув виражаються цілими числами і не мають спільного дільника.
RО = RУ = R >= 5.
S ≠ 1, S ≠ R − 1.
Асортимент тканин
- Бавовняні: сатин, ластик.
- Лляні: каламайка (атласне переплетення).
- Шовкові: атлас, креп-сатин, підкладкові тканини, ліберті.
- Вовняні: деякі драпи, бобрик, байка на бавовняній основі.
- Інші: корсетні тканини.

#### Сатинове переплетення
У знаменнику дробу позначається горизонтальний зсув — R/SУ.

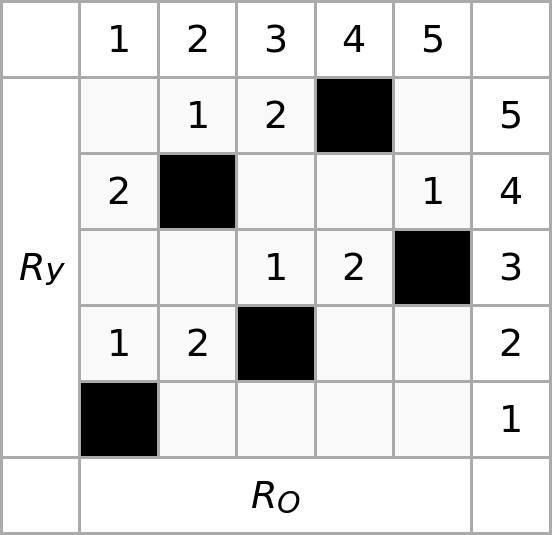
Рапорт сатинового переплетення 5/2
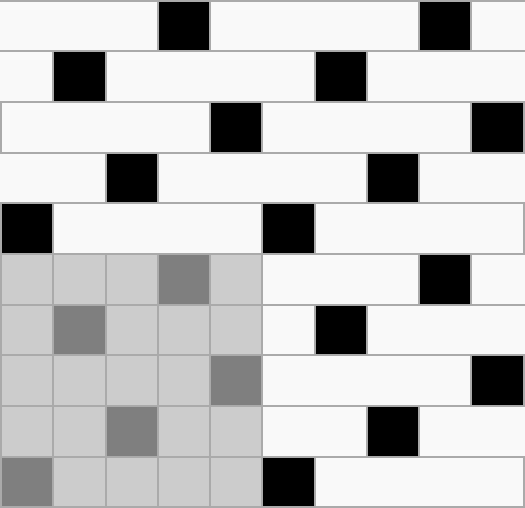
Сатинове переплетення 5/2
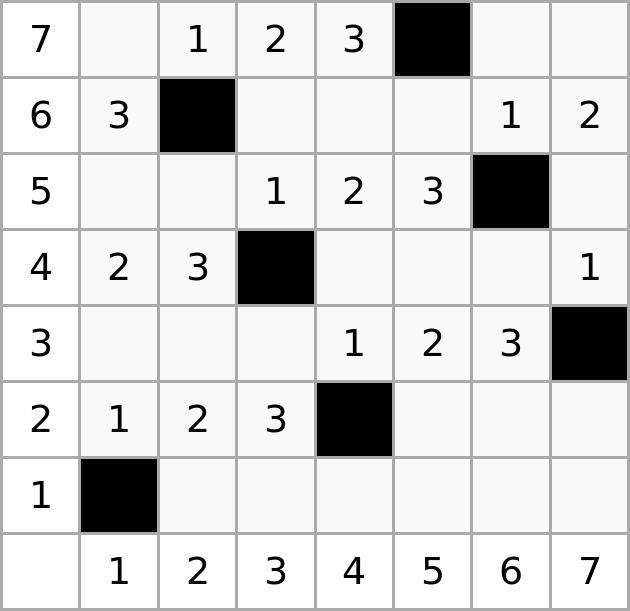
Рапорт сатинового переплетення 7/3
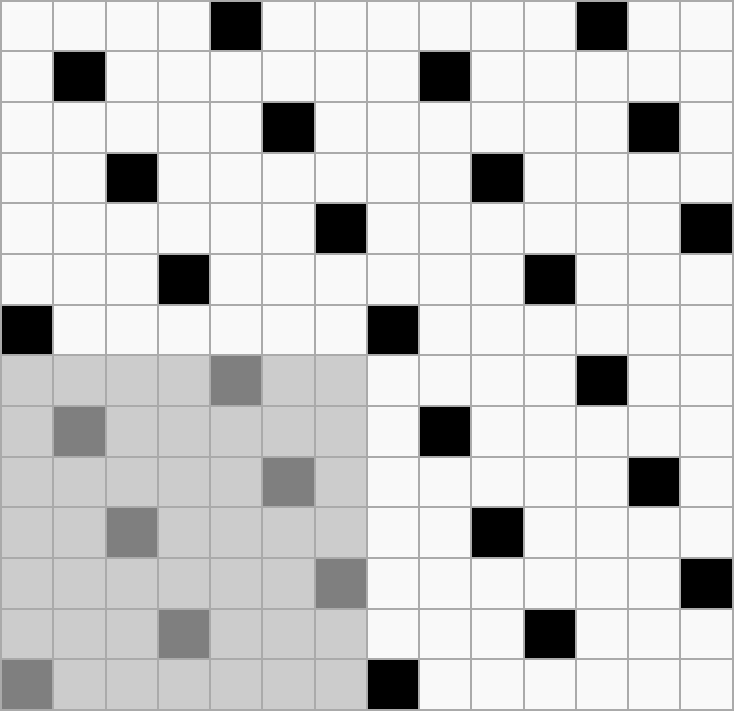
Сатинове переплетення 7/3
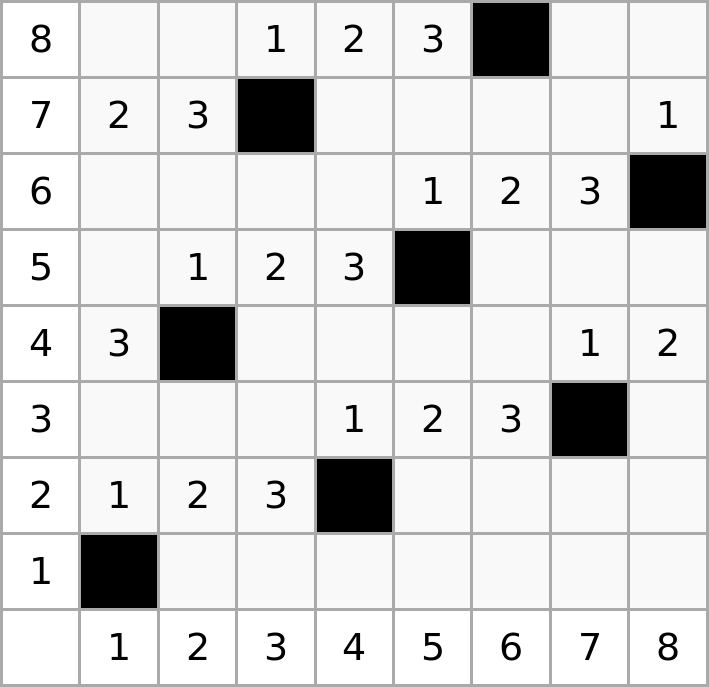
Рапорт сатинового переплетення 8/3
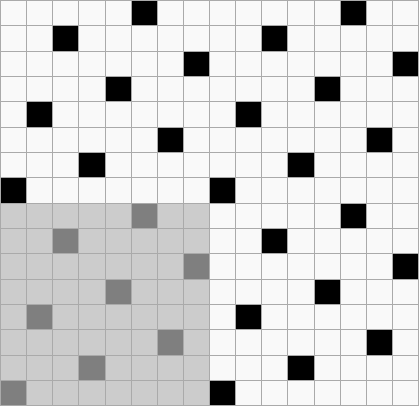
Сатинове переплетення 8/3

#### Атласне переплетення
У знаменнику дробу позначається вертикальний зсув — R/SО.

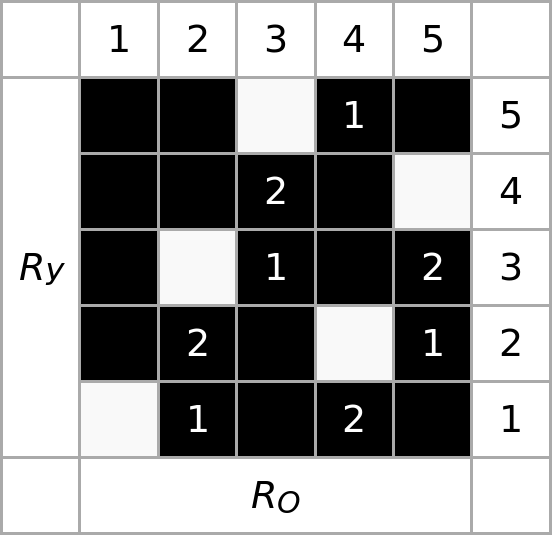
Рапорт атласного переплетення 5/2
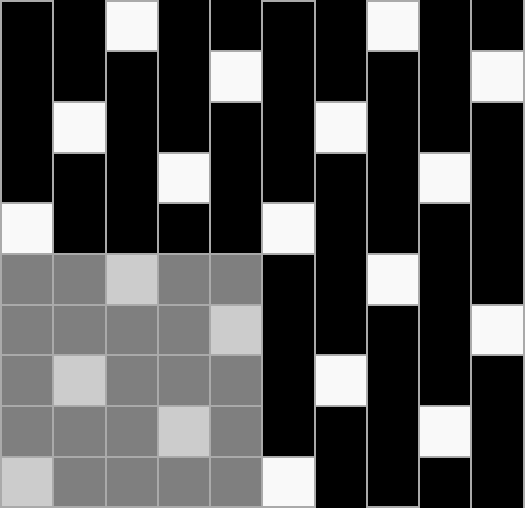
Атласне переплетення 5/2
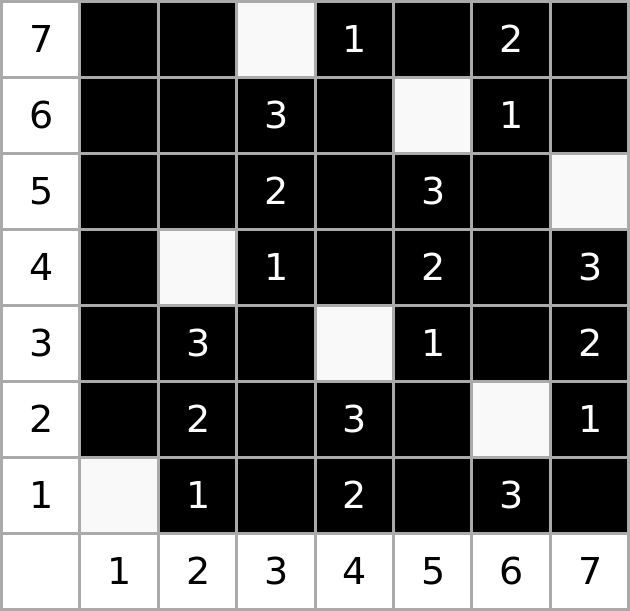
Рапорт атласного переплетення 7/3
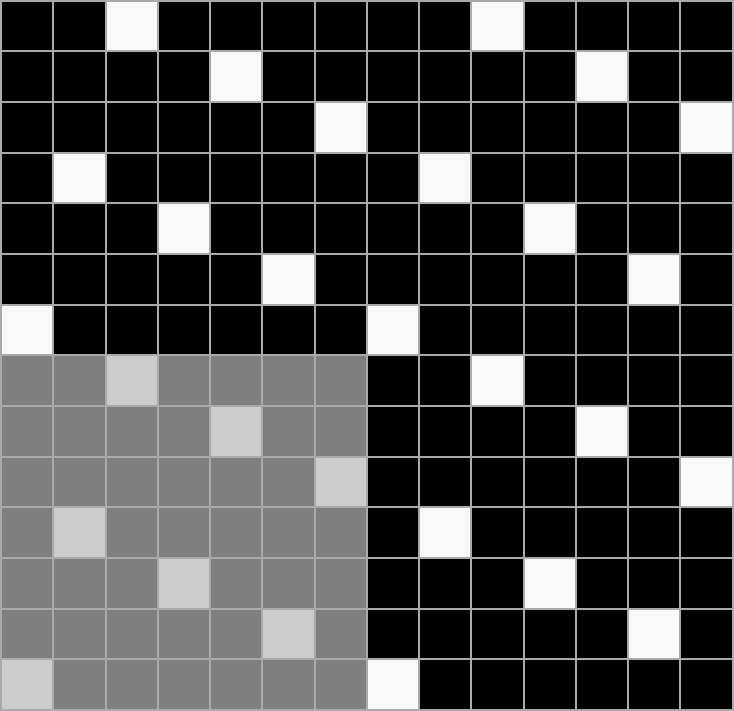
Атласне переплетення 7/3
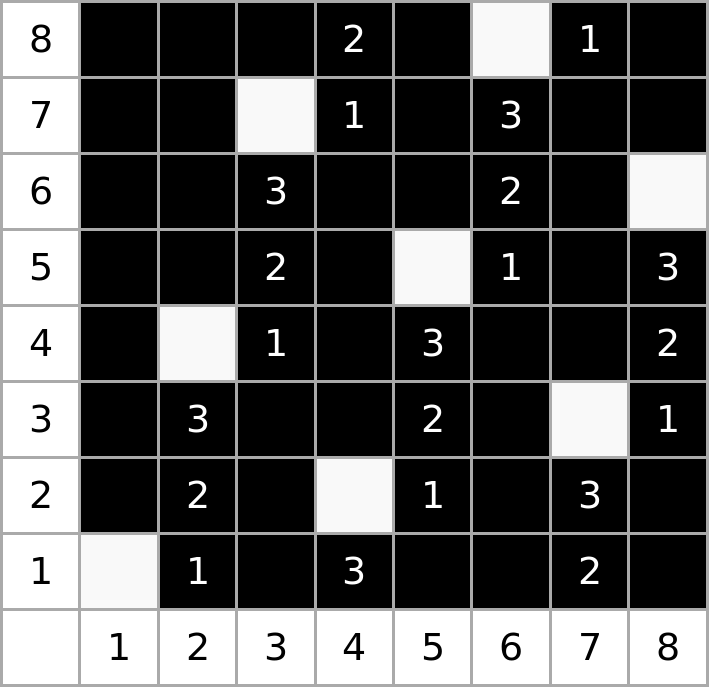
Рапорт атласного переплетення 8/3
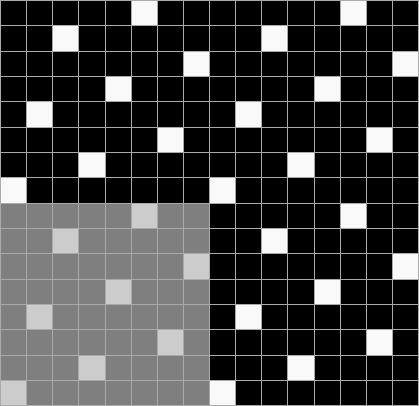
Атласне переплетення 8/3

## Похідні переплетення

### Похідні полотняного переплетення
Утворюються шляхом посилення (подвоєння, потроєння тощо) перекриттів ниток полотняного переплетення в напрямку основи та/або утоку. Приклад:

#### Репс
Вид:
- основний репс;
- утоковий репс;
  - піврепс.

Позначається дробом. В основного репса, в чисельнику — ступінь посилення в напрямку основи одиночних перекриттів (основних або утокових) першої основної нитки рапорта, в знаменнику — ступінь посилення в напрямку основи одиночних перекриттів (основних або утокових) другої основної нитки рапорта.

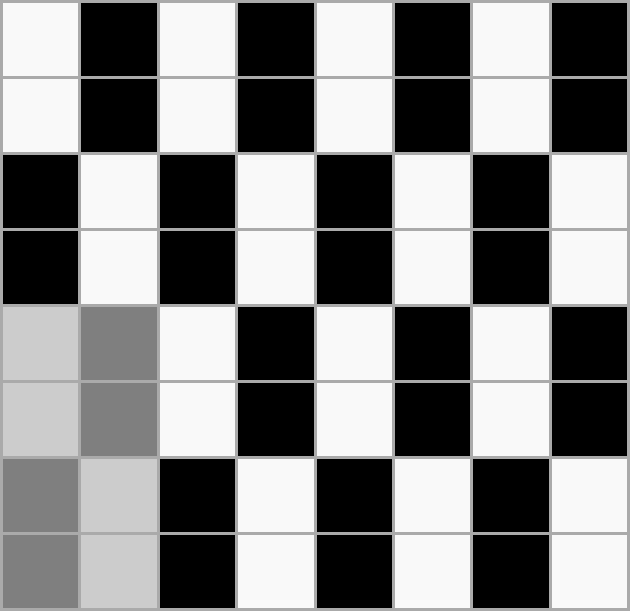
Основний репс 2/2
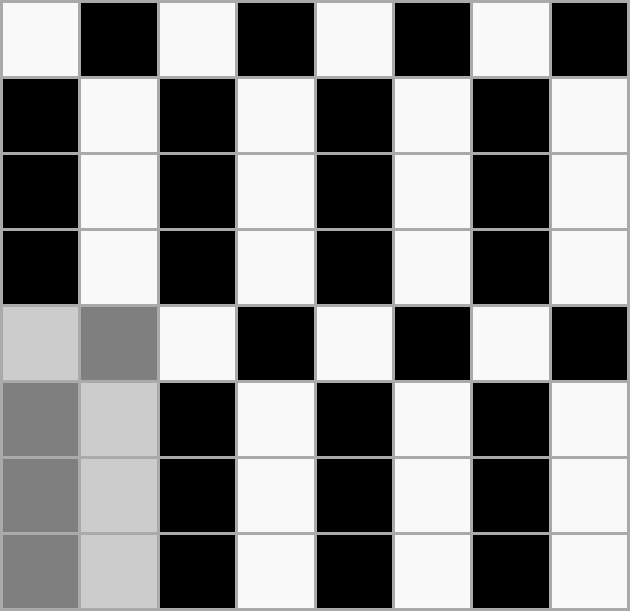
Основний піврепс 3/1
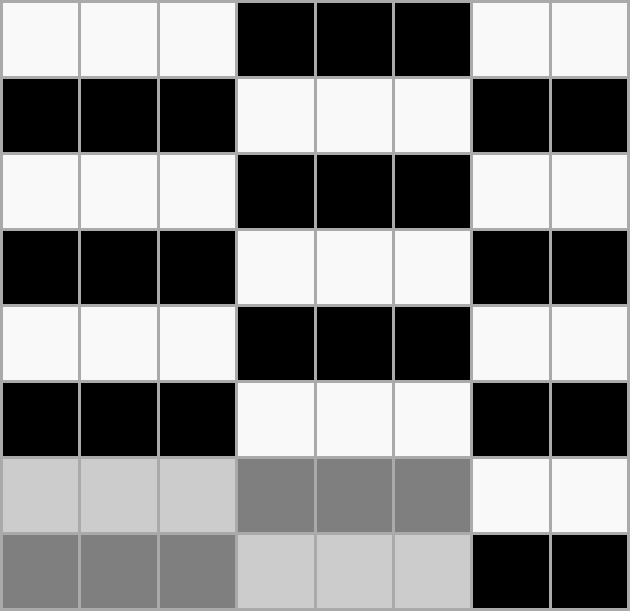
Утоковий репс 3/3
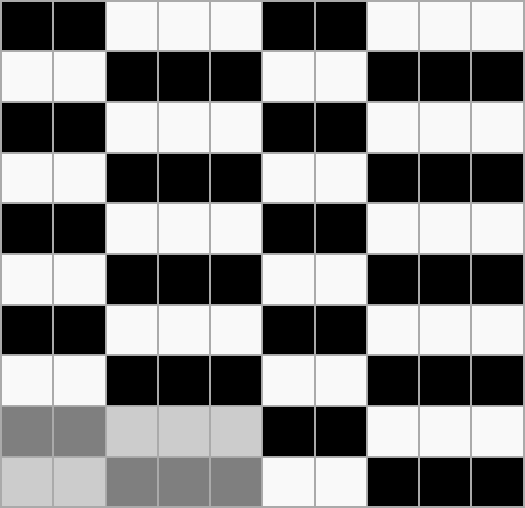
Утоковий піврепс 2/3

Асортимент тканин
Бавовняний і шовковий репс, бавовняна фланель, файдешин (різновид фаю), платтяні і костюмні вовняні тканини, репсові стрічки.

#### Рогожка
Тканина, в якій нитки основи й утоку утворюють досить великі квадрати, розташовані в шаховому порядку.
Позначається дробом. У чисельнику — ступінь посилення в напрямку основи й утоку першого одиночного основного перекриття в рапорті полотняного переплетення, в знаменнику — ступінь посилення в напрямку основи й утоку другого одиночного основного перекриття в рапорті полотняного переплетення.
RО = RУ = 4, 5, 6, 7, 8.

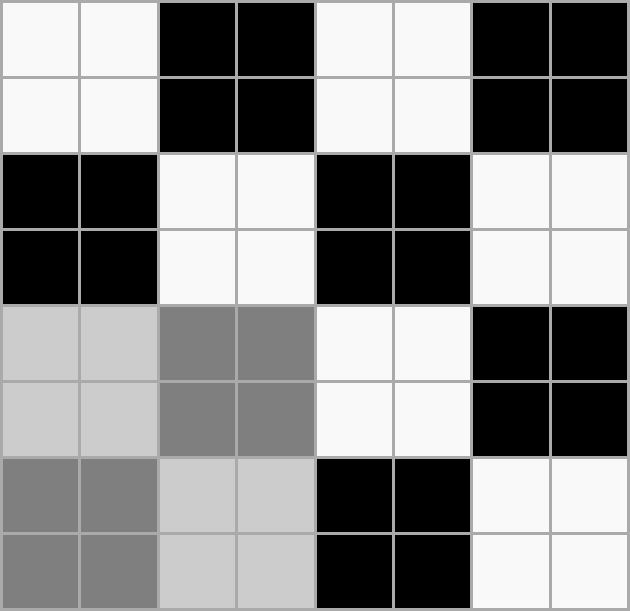
Рогожка 2/2
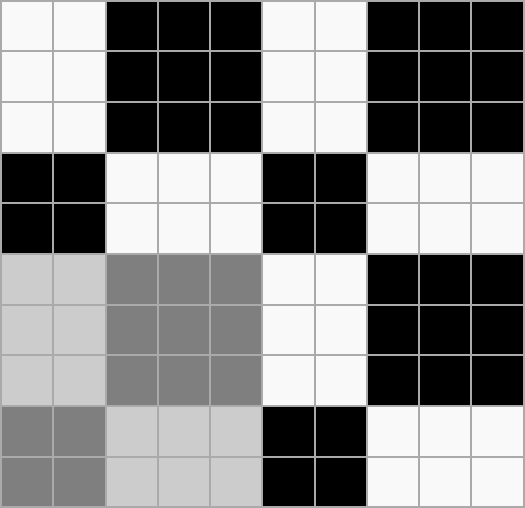
Рогожка 2/3

Асортимент тканин
Оксфорд, двонитка, бавовняні та лляні рогожки, деякі вовняні та шовкові тканини.

### Похідні саржевого переплетення

#### Посилена саржа

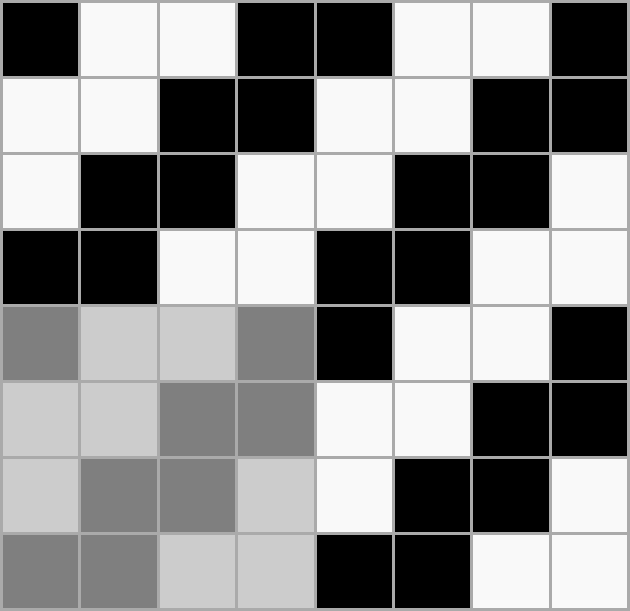
Посилена саржа 2/2

Асортимент тканин
Шотландка, бомбазин, шевйот, бостон, коверкот, габардин, колумбія, трико костюмне, платтяні тканини.

#### Ламана саржа (зворотна, шеврон)

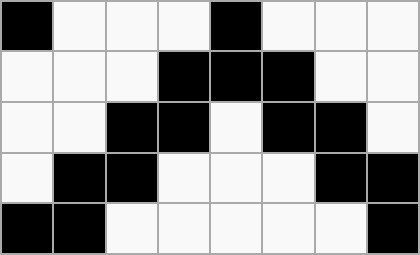
Рапорт ламаної саржі по основі на базі саржі 2/3
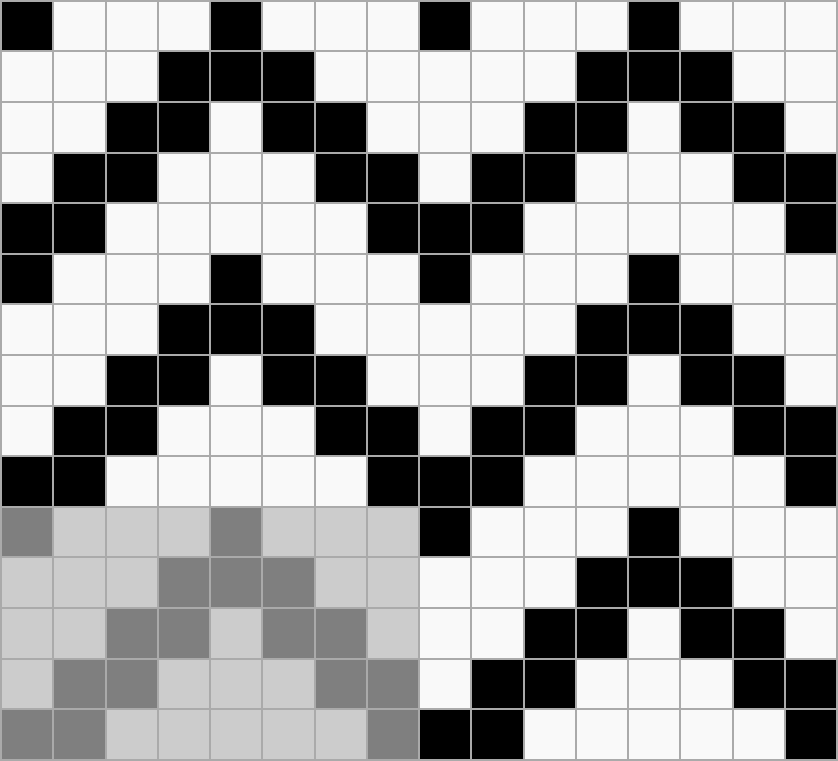
Ламана саржа по основі на базі саржі 2/3
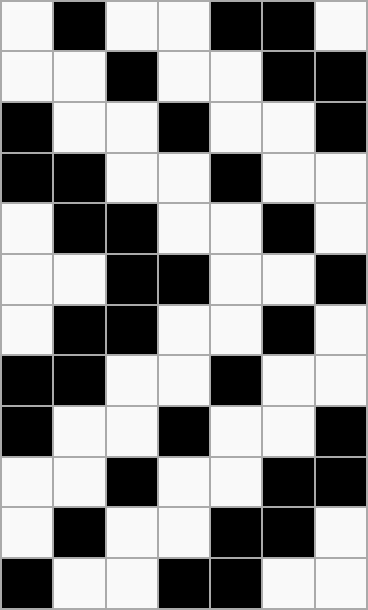
Рапорт ломаної саржі по утоку на базі саржі 1/2, 2/2
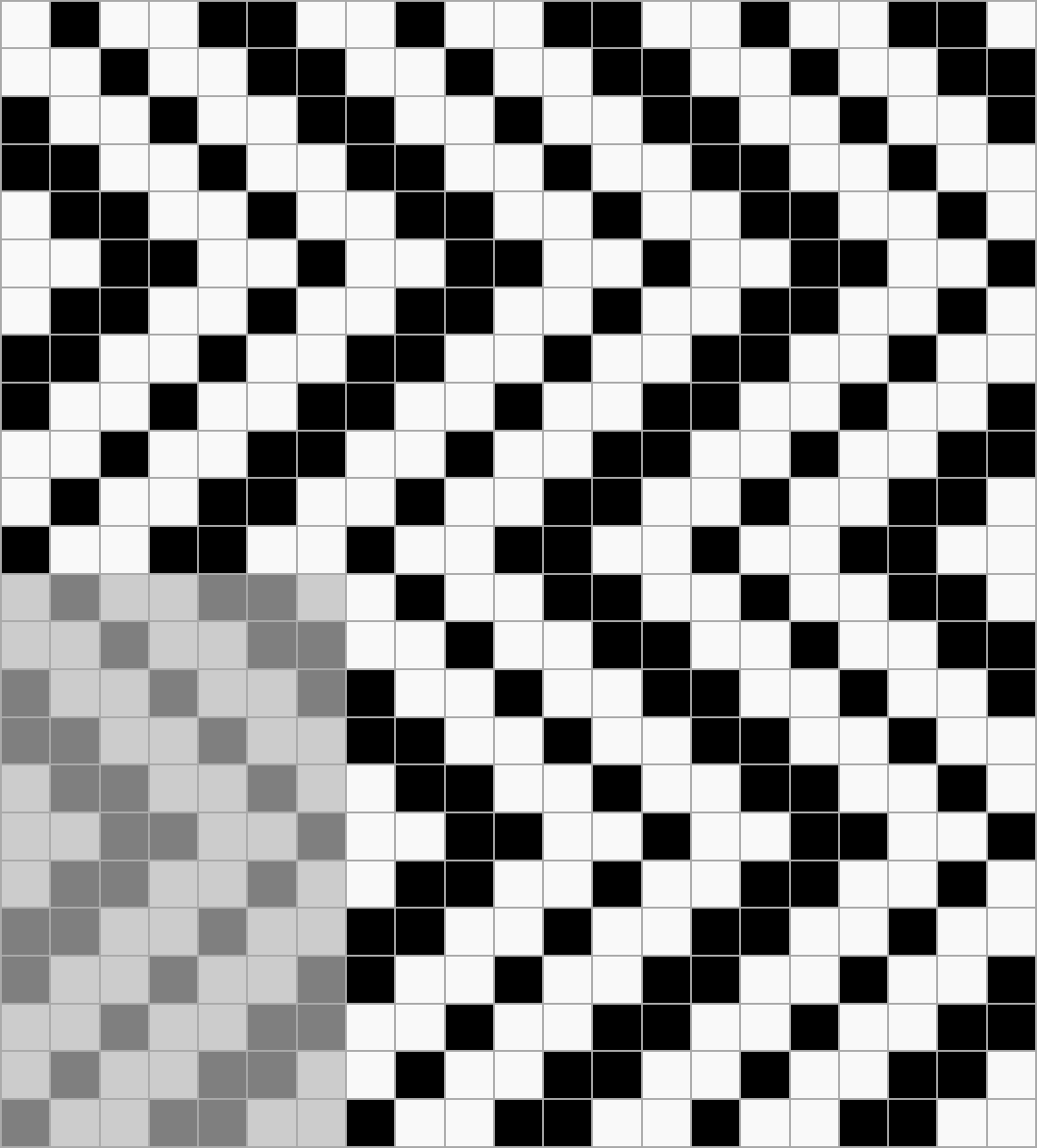
Ламана саржа по утоку на базі саржі 1/2, 2/2

#### Ламана зі зсувом саржа (зворотнозсунута)

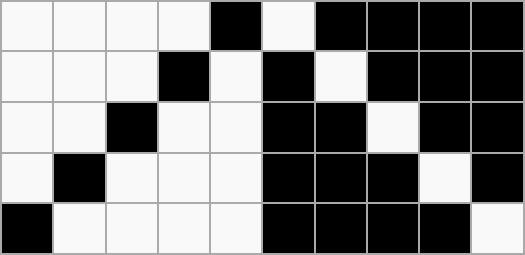
Рапорт ламаної зі зсувом саржі по основі на базі саржі 1/4
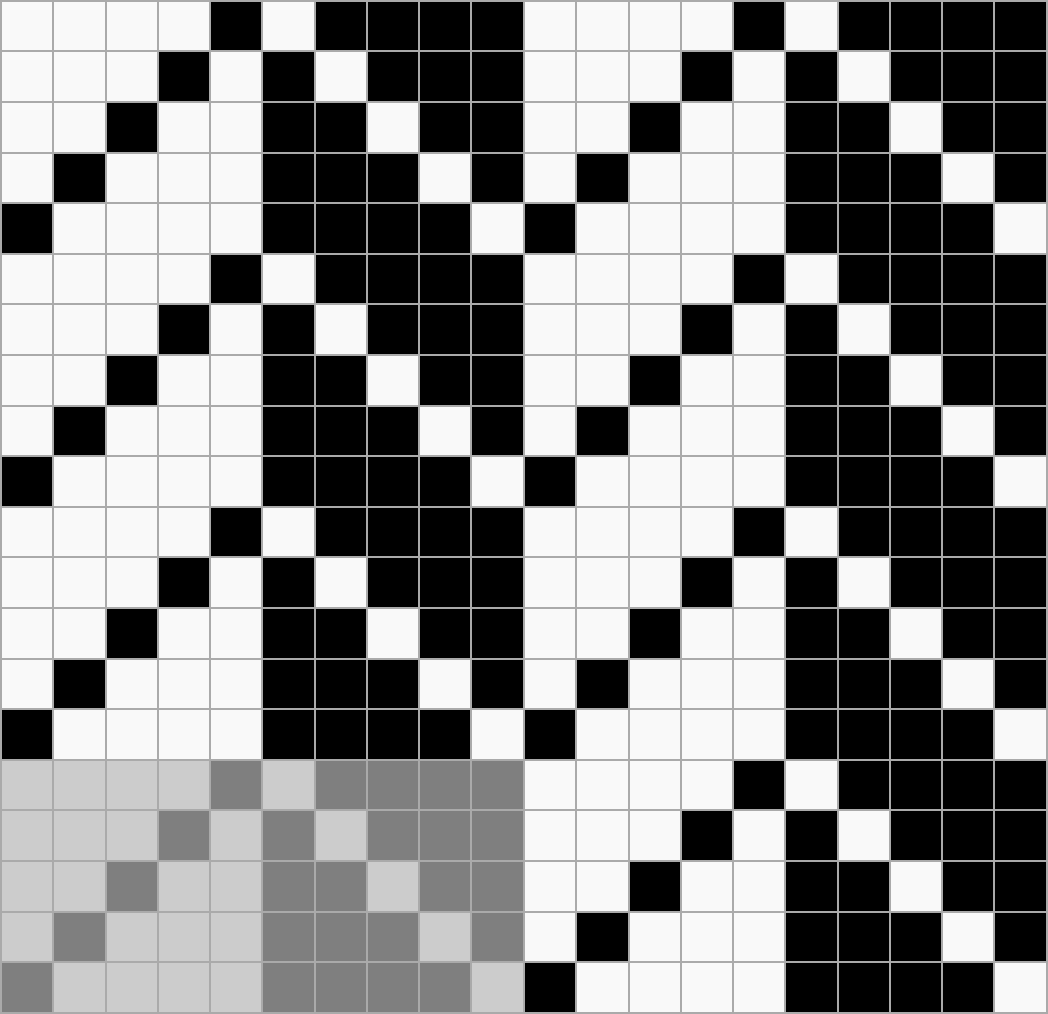
Ламана зі зсувом саржа по основі на базі саржі 1/4
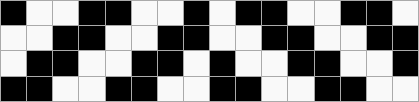
Рапорт ламаної зі зсувом саржі по основі на базі саржі 2/2
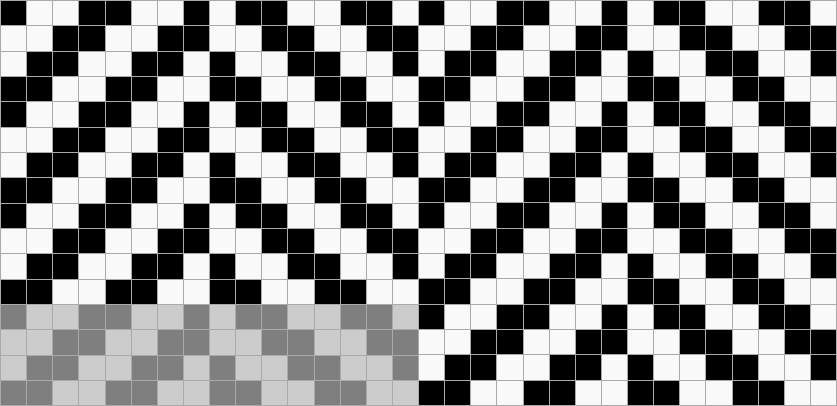
Ламана зі зсувом саржа по основі на базі саржі 2/2
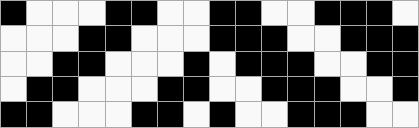
Рапорт ламаної зі зсувом саржі по основі на базі саржі 2/3
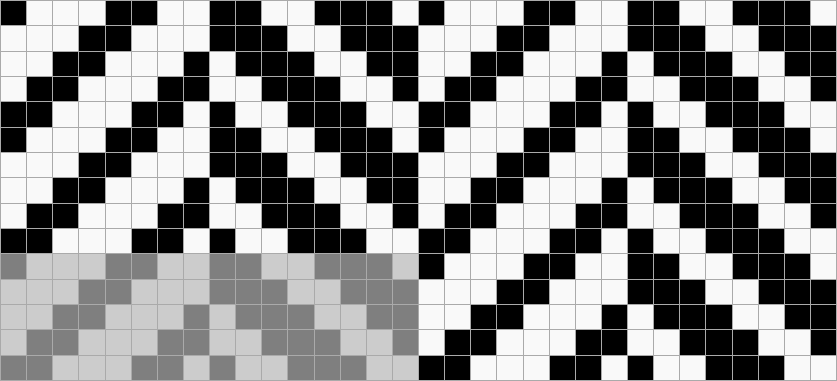
Ламана зі зсувом саржа по основі на базі саржі 2/3
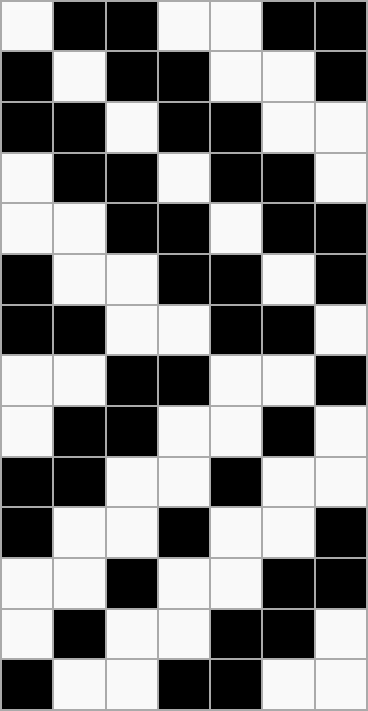
Рапорт ламаної зі зсувом саржі по утоку на базі саржі 1/2, 2/2
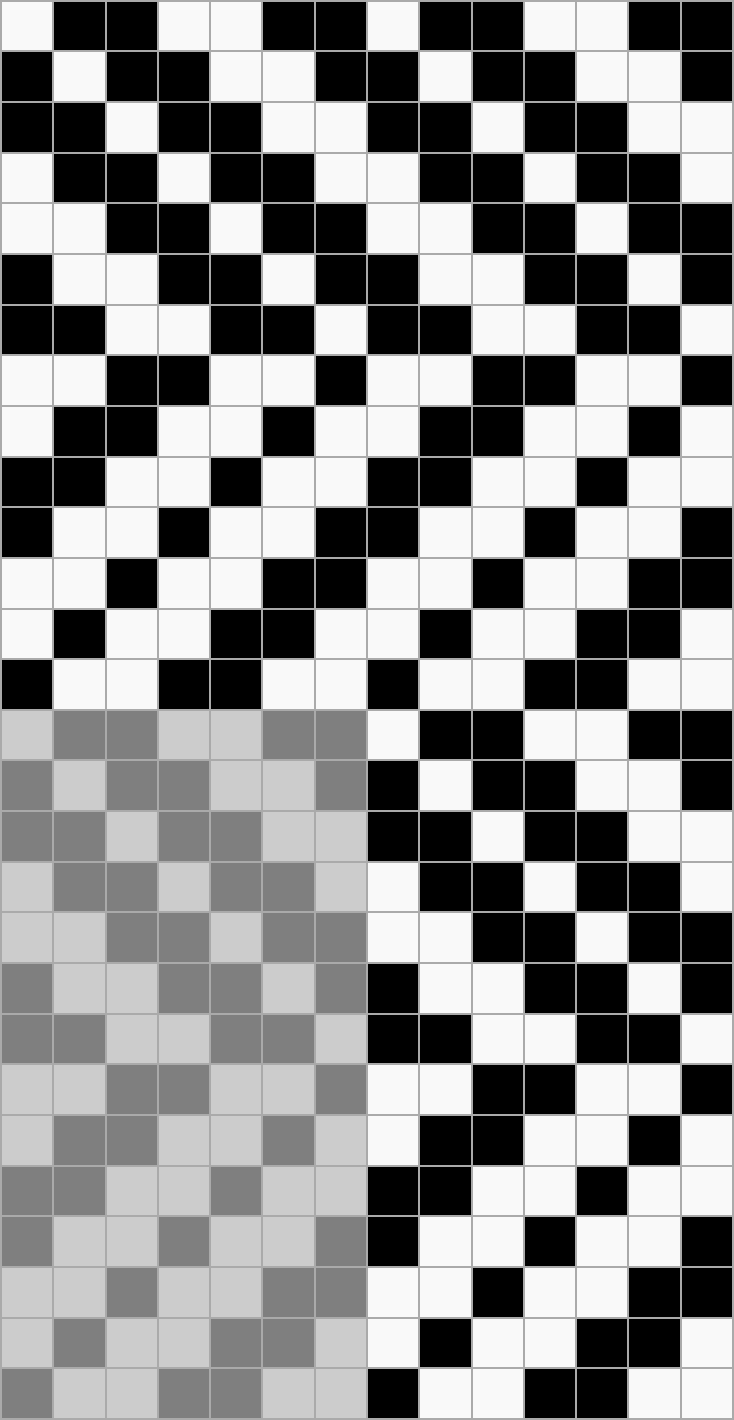
Ламана зі зсувом саржа по утоку на базі саржі 1/2, 2/2

Асортимент тканин: гринсбон.

#### Ромбоподібна саржа (хрестоподібна, лозанж)

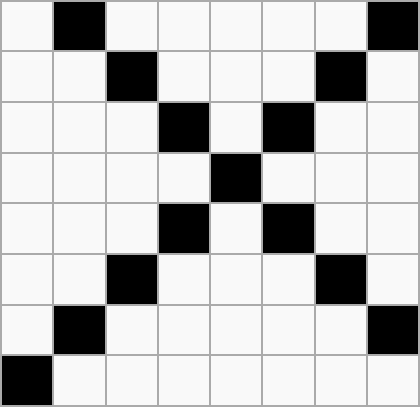
Рапорт ромбоподібної саржі на базі саржі 1/4
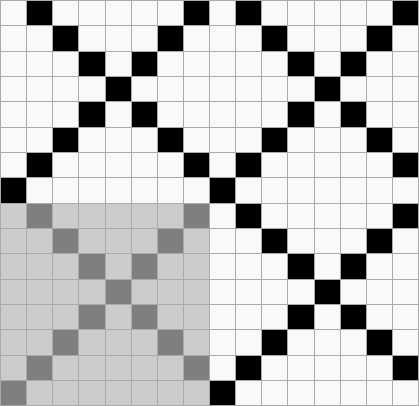
Ромбоподібна саржа на базі саржі 1/4
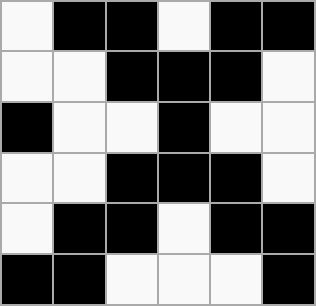
Рапорт ромбоподібної саржі на базі саржі 2/2
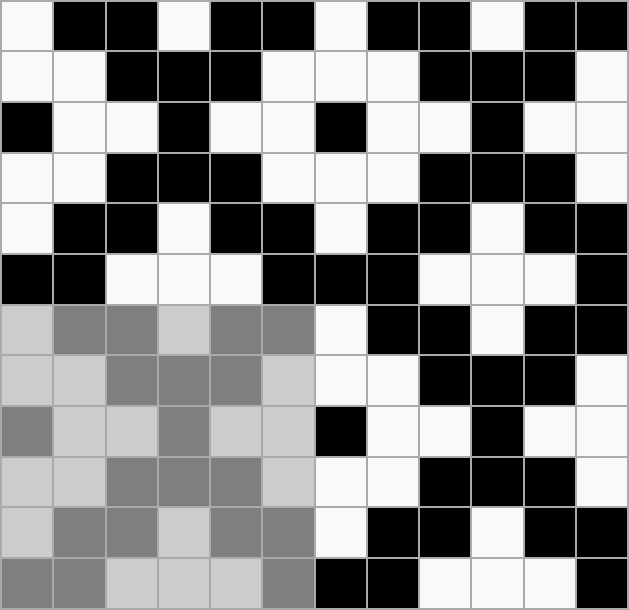
Ромбоподібна саржа на базі саржі 2/2

Асортимент тканин: платтяні та декоративні тканини.

#### Складна саржа

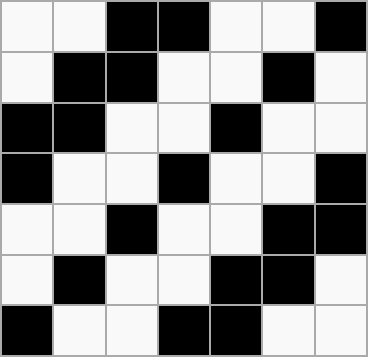
Рапорт складної саржі 1/2, 2/2
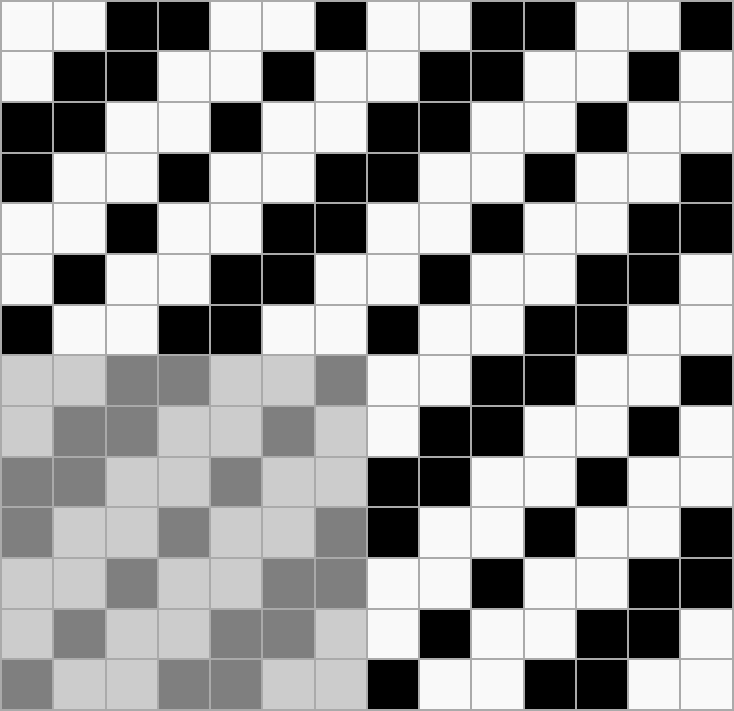
Складна саржа 1/2, 2/2

Асортимент тканин: платтяні та декоративні тканини.

#### Зигзагоподібна саржа

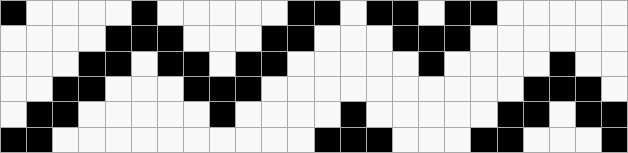
Рапорт зигзагоподібної саржі по напрямку утоку на базі саржі 2/4
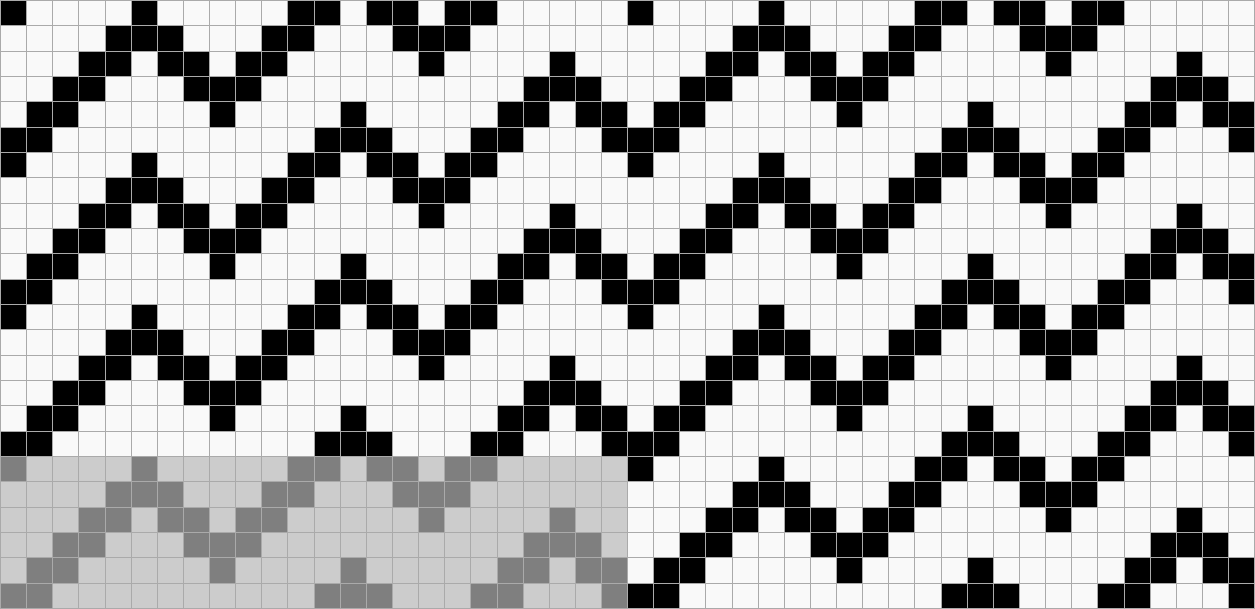
Зигзагоподібна саржа по напрямку утоку на базі саржі 2/4

Асортимент тканин: платтяні та декоративні тканини.

#### Тіньова саржа

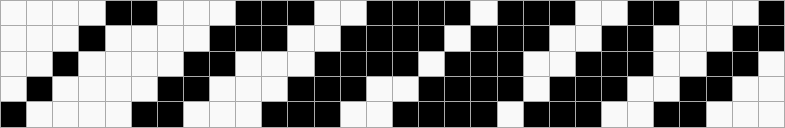
Рапорт тіньової саржі по напрямку утоку на базі саржі 1/4. Ефект переходу «від світла до тіні і знову до світла»
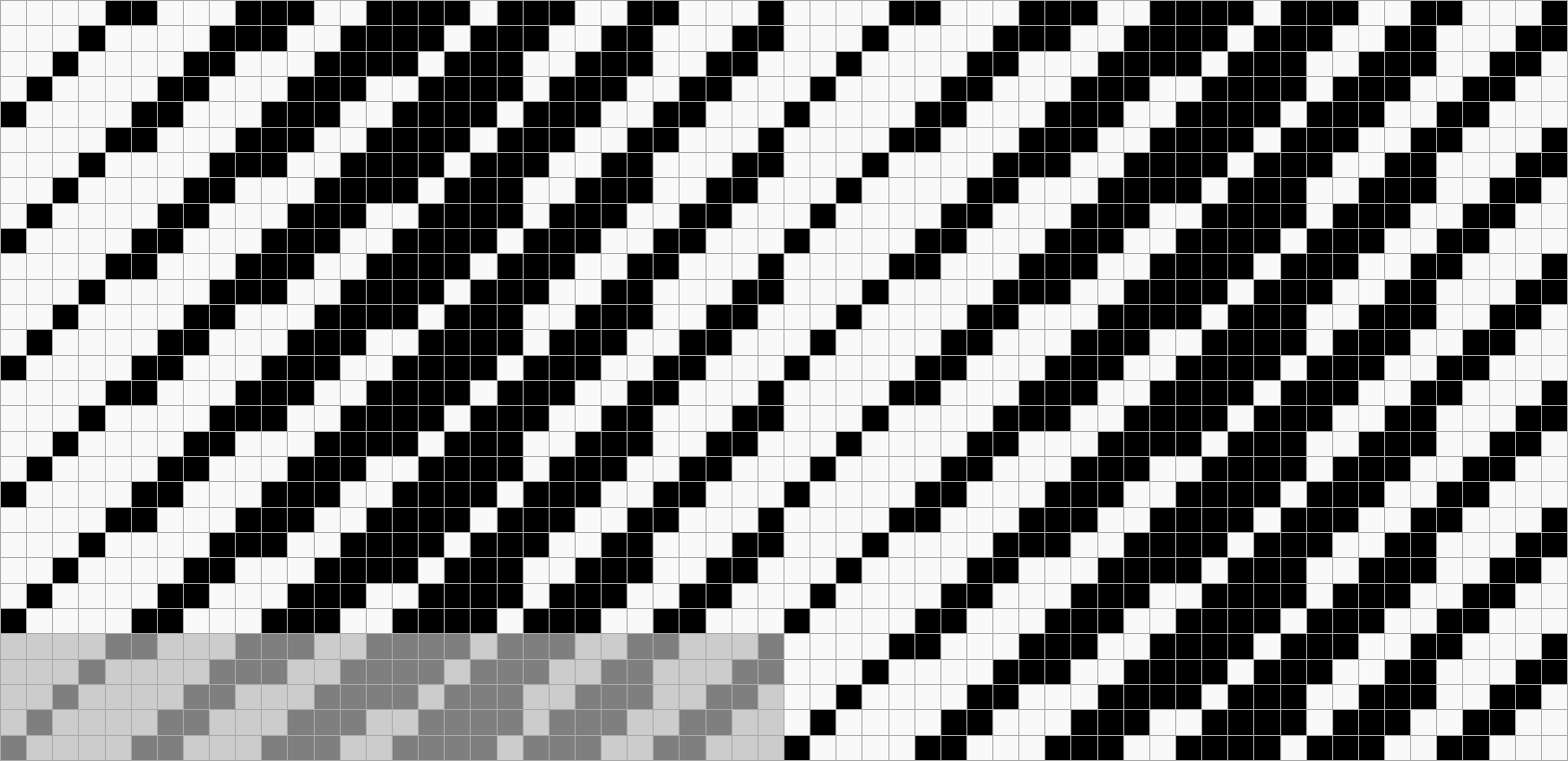
Тіньова саржа по напрямку утоку на базі саржі 1/4

### Похідні сатинового й атласного переплетень

#### Посилені сатини й атласи

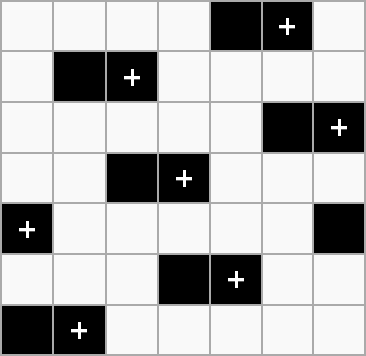
Рапорт посиленого сатину на базі сатину 7/3. Знаком "+" відзначені посилювальні перекриття
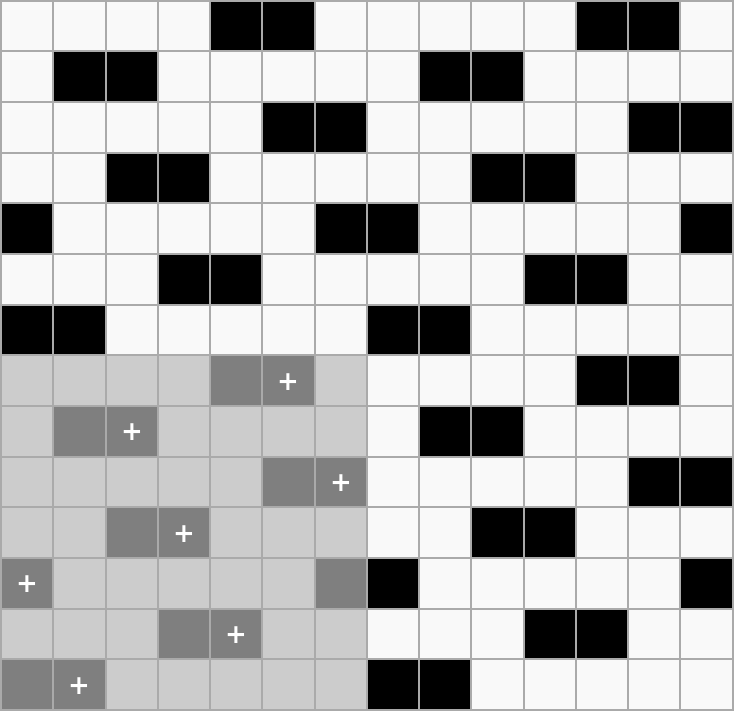
Посилений сатин на базі сатину 7/3
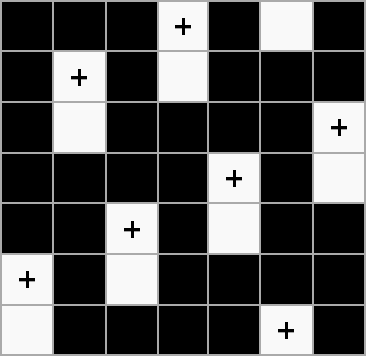
Рапорт посиленого атласу на базі атласу 7/4
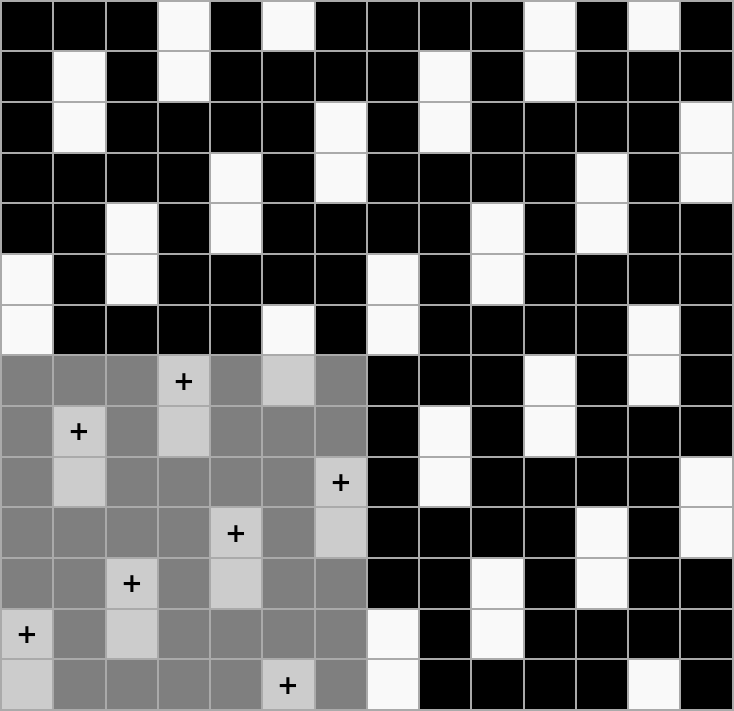
Посилений атлас на базі атласу 7/4

Асортимент тканин
Молескін, блискучий мерсеризований молескін, маскат і ластик меланжевий, одягові бавовняні тканини з начосом (сукно, вельветон, замша).

#### Тіньові сатини і атласи
Принцип побудови тіньового сатину й атласу такий само, як у «тіньової саржі».

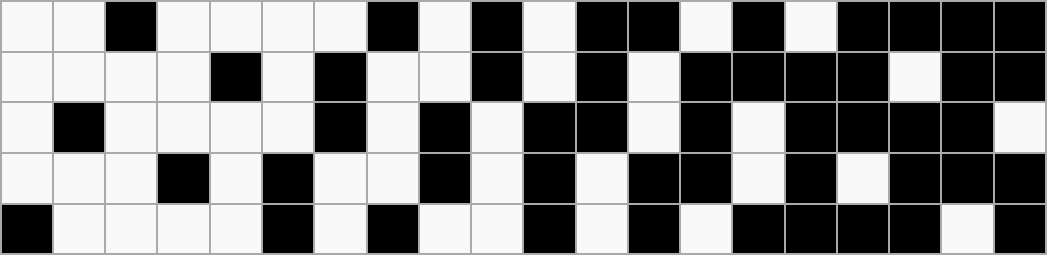
Рапорт тіньового сатину на базі сатину 5/3. Ефект переходу «від світла до тіні»
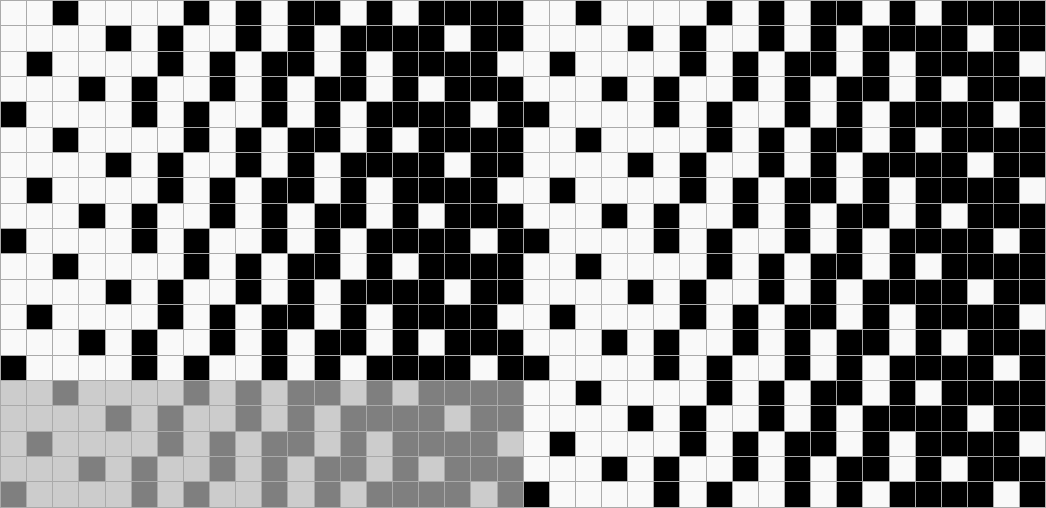
Тіньовий сатин на базі сатину 5/3

## Комбіновані переплетення
Комбіновані переплетення є дрібновзірчастими переплетеннями. Утворюються на основі головних і похідних переплетень.

### Просвічувальні переплетення
Утворюються на базі полотняного й основних та утокових репсів.

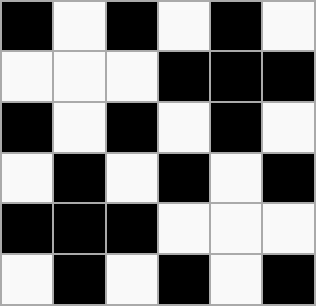
Рапорт просвічувального переплетення на базі основного й утокового репса 3/3
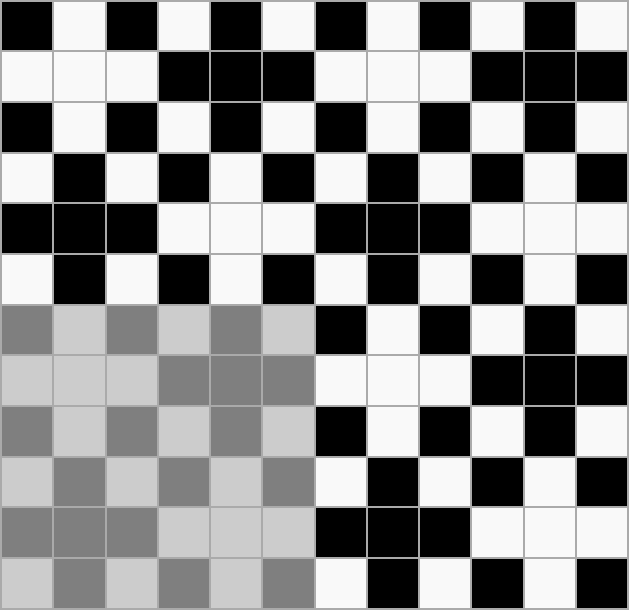
Просвічувальне переплетення на базі основного й утокового репса 3/3
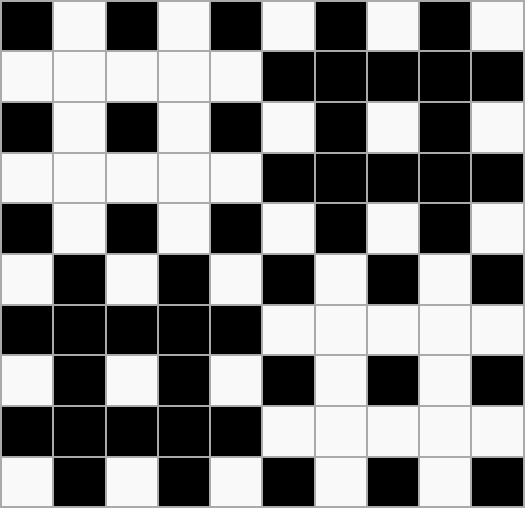
Рапорт просвічувального переплетення на базі основного й утокового репса 5/5
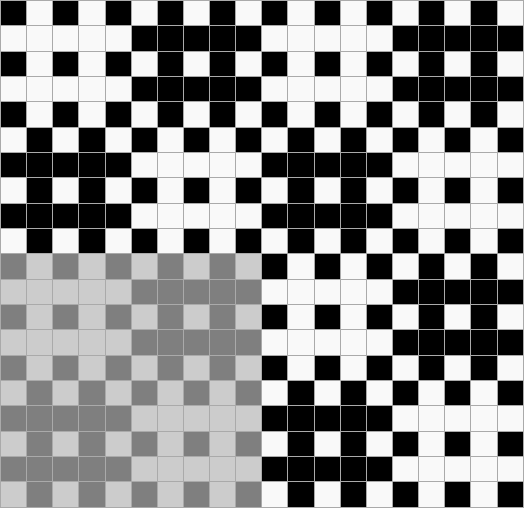
Просвічувальне переплетення на базі основного й утокового репса 5/5

### Вафельні переплетення
Утворюються на базі ромбоподібного переплетення, отриманого на базі саржевого переплетення.

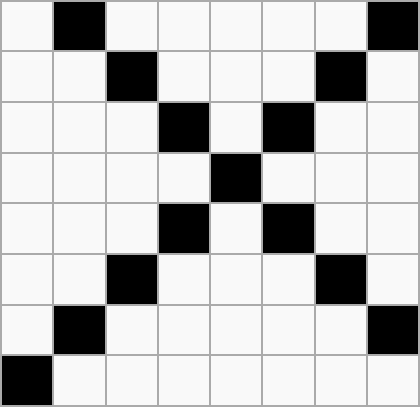
Рапорт ромбоподібної саржі на базі саржі 1/4
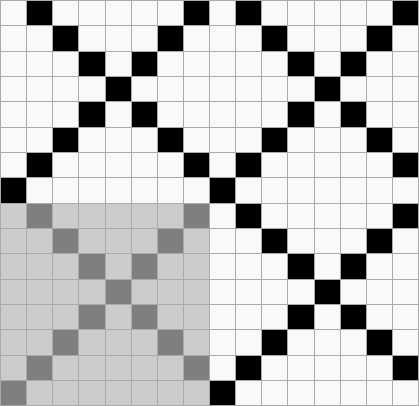
Ромбоподібна саржа на базі саржі 1/4
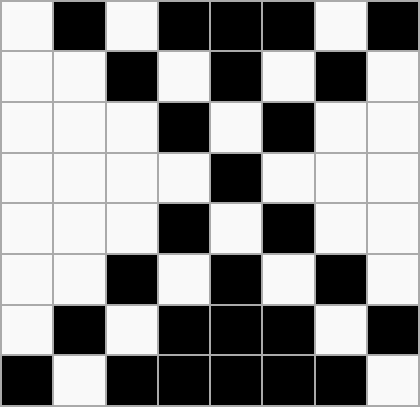
Рапорт вафельного переплетення на базі ромбоподібної саржі 1/4
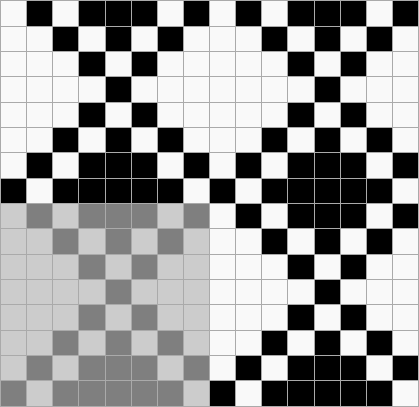
Вафельне переплетення на базі ромбоподібної саржі 1/4

## Складні переплетення
Утворюються на основі головних, похідних і комбінованих переплетень. Застосовується більше двох систем ниток основи й утоку. Приклади тканин:
- Півторашарові.
- Порожнисті (мішкові), подвійної (потрійної і більше) ширини.
- Двошарові.
- Багатошарові.
- Ворсові (утоково- та основоворсові).
- Петельні.
- Жакардові.
- Піке.
- Перевивні (ажурні).